# David Niven Show
David Niven Show (The David Niven Show) è una serie televisiva statunitense in 13 episodi trasmessi per la prima volta nel corso di una sola stagione nel 1959.
È una serie di tipo antologico in cui ogni episodio rappresenta una storia a sé. Gli episodi sono storie di genere drammatico e vengono presentati da David Niven.

## Interpreti
Tra gli attori che hanno preso parte alla serie: Richard Benedict, Clinton Sundberg, Fay Baker, Jonathan Hole, Herbert Anderson, Peter Leeds, Don Beddoe, Kasey Rogers, John Hoyt, Nestor Paiva, Anne Francis, Carolyn Jones, Cameron Mitchell, Gail Kobe, Mark Rodney, Bill Erwin, Don Taylor.

## Produzione
La serie fu prodotta da Amalfi Films e Four Star Productions

### Registi
Tra i registi sono accreditati:
- Lewis Allen in 5 episodi (1959)
- Thomas Carr in 3 episodi (1959)
- Don McDougall in 3 episodi (1959)

### Sceneggiatori
Tra gli sceneggiatori sono accreditati:
- John Robinson in 3 episodi (1959)
- Christopher Knopf in 2 episodi (1959)

## Distribuzione
La serie fu trasmessa negli Stati Uniti dal 7 aprile 1959 al 7 luglio 1959 sulla rete televisiva NBC. In Italia è stata trasmessa con il titolo David Niven Show.

## Episodi
| Stagione       | Episodi | Prima TV USA |
| -------------- | ------- | ------------ |
| Prima stagione | 13      | 1959         |